# Campeonato Sudamericano Sub-16 de 1986
El Campeonato Sudamericano Sub-16 de 1986 se llevó a cabo en Perú. La selección de Bolivia finalmente se consagró campeona del torneo y aseguró, junto con Brasil y Ecuador, los pasajes a la Copa Mundial de Fútbol Sub-16 de 1987, realizado en Canadá. El goleador y mejor jugador del evento fue el boliviano Marco Etcheverry.
Los 10 equipos participantes en la primera ronda se dividieron en 2 grupos de 5 equipos cada uno. Luego de una liguilla simple (a una sola rueda de partidos), pasaron a segunda ronda los equipos que ocuparon las posiciones primera y segunda de cada grupo.

## Equipos participantes
En el torneo participaron los diez equipos representativos de las asociaciones nacionales afiliadas a la Confederación Sudamericana de Fútbol
| Equipos participantes | Equipos participantes | Equipos participantes | Equipos participantes | Equipos participantes |
| --------------------- | --------------------- | --------------------- | --------------------- | --------------------- |
| Argentina             | Bolivia               | Brasil                | Chile                 | Colombia              |
| Ecuador               | Paraguay              | Perú                  | Uruguay               | Venezuela             |

## Sede
La sede del torneo fue la ciudad de Lima.
| Lima                      | Lima |
| ------------------------- | ---- |
| Estadio Nacional del Perú | Lima |
| Capacidad: 45 000         | Lima |
|                           | Lima |

## Primera fase

### Grupo A
| Equipo    | Pts | PJ | PG | PE | PP | GF | GC |
| --------- | --- | -- | -- | -- | -- | -- | -- |
| Bolivia   | 5   | 4  | 2  | 1  | 1  | 5  | 3  |
| Argentina | 5   | 4  | 1  | 3  | 0  | 5  | 4  |
| Uruguay   | 5   | 4  | 2  | 1  | 1  | 4  | 3  |
| Colombia  | 3   | 4  | 1  | 1  | 2  | 3  | 5  |
| Paraguay  | 2   | 4  | 1  | 0  | 3  | 4  | 6  |

|  | Uruguay | 2:1 | Colombia | Estadio Nacional del Perú, Lima |  |

|  | Bolivia | 2:2 | Argentina | Estadio Nacional del Perú, Lima |  |

|  | Paraguay | 0:2 | Bolivia | Estadio Nacional del Perú, Lima |  |

|  | Argentina | 0:0 | Colombia | Estadio Nacional del Perú, Lima |  |

|  | Colombia | 1:3 | Paraguay | Estadio Nacional del Perú, Lima |  |

|  | Argentina | 1:1 | Uruguay | Estadio Nacional del Perú, Lima |  |

|  | Bolivia | 1:0 | Uruguay | Estadio Nacional del Perú, Lima |  |

|  | Argentina | 2:1 | Paraguay | Estadio Nacional del Perú, Lima |  |

|  | Bolivia | 0:1 | Colombia | Estadio Nacional del Perú, Lima |  |

|  | Paraguay | 0:1 | Uruguay | Estadio Nacional del Perú, Lima |  |

### Grupo B
| Equipo    | Pts | PJ | PG | PE | PP | GF | GC |
| --------- | --- | -- | -- | -- | -- | -- | -- |
| Ecuador   | 6   | 4  | 2  | 2  | 0  | 7  | 3  |
| Brasil    | 5   | 4  | 1  | 3  | 0  | 2  | 1  |
| Perú      | 4   | 4  | 2  | 0  | 2  | 3  | 3  |
| Chile     | 3   | 4  | 0  | 3  | 1  | 3  | 4  |
| Venezuela | 2   | 4  | 0  | 2  | 2  | 2  | 6  |

|  | Perú | 2:1 | Venezuela        | Estadio Nacional del Perú, Lima |  |
|  |      |     | Stalin Rivas 39' |                                 |  |

|  | Brasil | 0:0 | Ecuador | Estadio Nacional del Perú, Lima |  |

|  | Perú | 0:1 | Ecuador | Estadio Nacional del Perú, Lima |  |

|  | Brasil | 0:0 | Chile | Estadio Nacional del Perú, Lima |  |

|  | Ecuador | 3:0 | Venezuela | Estadio Nacional del Perú, Lima |  |

|  | Perú | 1:0 | Chile | Estadio Nacional del Perú, Lima |  |

|  | Ecuador | 3:3 | Chile | Estadio Nacional del Perú, Lima |  |

|  | Brasil | 1:1 | Venezuela             | Estadio Nacional del Perú, Lima |  |
|  |        |     | Giovanni Savarese 37' |                                 |  |

|  | Chile | 0:0 | Venezuela | Estadio Nacional del Perú, Lima |  |

|  | Perú | 0:1 | Brasil | Estadio Nacional del Perú, Lima |  |

## Fase final
La ronda final se disputó con el mismo sistema de juego de todos contra todos por los cuatro equipos clasificados de la primera ronda.
| Equipo    | Pts | PJ | PG | PE | PP | GF | GC |
| --------- | --- | -- | -- | -- | -- | -- | -- |
| Bolivia   | 4   | 3  | 1  | 2  | 0  | 4  | 3  |
| Brasil    | 3   | 3  | 0  | 3  | 0  | 4  | 4  |
| Ecuador   | 3   | 3  | 0  | 3  | 0  | 3  | 3  |
| Argentina | 2   | 3  | 0  | 2  | 1  | 2  | 3  |

|  | Bolivia | 1:1 | Brasil | Estadio Nacional del Perú, Lima |  |

|  | Ecuador | 0:0 | Argentina | Estadio Nacional del Perú, Lima |  |

|  | Bolivia | 1:0 | Argentina | Estadio Nacional del Perú, Lima |  |

|  | Ecuador | 1:1 | Brasil | Estadio Nacional del Perú, Lima |  |

|  | Brasil | 2:2 | Argentina | Estadio Nacional del Perú, Lima |  |

|  | Bolivia | 2:2 | Ecuador | Estadio Nacional del Perú, Lima |  |

|                             |
| Bandera de Bolivia          |
| Campeón Bolivia 1.er título |

## Estadísticas

### Tabla general
| Pos. | Equipo    | Pts | PJ | PG | PE | PP | GF | GC | Dif |
| ---- | --------- | --- | -- | -- | -- | -- | -- | -- | --- |
| 1    | Bolivia   | 9   | 7  | 3  | 3  | 1  | 9  | 6  | 3   |
| 2    | Brasil    | 8   | 7  | 1  | 6  | 0  | 6  | 5  | 1   |
| 3    | Ecuador   | 9   | 7  | 2  | 5  | 0  | 10 | 6  | 4   |
| 4    | Argentina | 7   | 7  | 1  | 5  | 1  | 7  | 7  | 0   |
| 5    | Uruguay   | 5   | 4  | 2  | 1  | 1  | 4  | 3  | 1   |
| 6    | Perú      | 4   | 4  | 2  | 0  | 2  | 3  | 3  | 0   |
| 7    | Chile     | 3   | 4  | 0  | 3  | 1  | 3  | 4  | -1  |
| 8    | Colombia  | 3   | 4  | 1  | 1  | 2  | 3  | 5  | -2  |
| 9    | Paraguay  | 2   | 4  | 1  | 0  | 3  | 4  | 6  | -2  |
| 10   | Venezuela | 2   | 4  | 0  | 2  | 2  | 2  | 6  | -4  |

## Clasificados al Mundial Sub-16 Canadá 1987
| Bolivia | Brasil | Ecuador |
| ------- | ------ | ------- |